# Ajuga
Ajuga es un género de plantas con flores, caducas y perennes de la familia Lamiaceae. Comprende 188 especies descritas y de estas, solo 70 aceptadas.
Son naturales de Europa, Asia y África. pero también dos especies se encuentran en Australia. Tienen hojas opuestas de 5-50 cm de largo y flores de color azulado ceniciento.

## Taxonomía
El género fue descrito por Carlos Linneo y publicado en Species Plantarum 2: 561. 1753. La especie tipo es:  Ajuga reptans L.  

## Especies aceptadas
A continuación se brinda un listado de las especies del género Ajuga aceptadas hasta septiembre de 2014, ordenadas alfabéticamente. Para cada una se indica el nombre binomial seguido del autor, abreviado según las convenciones y usos.	
1. Ajuga arabica P.H.Davis - Arabia Saudí
2. Ajuga australis - R.Br. - Australia
3. Ajuga bombycina Boiss. - Islas del Egeo, Turquía
4. Ajuga boninsimae Maxim. - Ogasawara-shoto (Islas Bonin de Japón)
5. Ajuga brachystemon Maxim. - Uttarakhand, Nepal, norte de India
6. Ajuga campylantha Diels - Yunnan
7. Ajuga campylanthoides C.Y.Wu y C.Chen - Tíbet, China central
8. Ajuga chamaecistus Ging. ex Benth. - Irán, Afganistán
9. Ajuga chamaepitys (L.) Schreb. - Centro y sur de Europa, centro y suroeste de Asia
10. Ajuga chasmophila P.H.Davis - Siria
11. Ajuga ciliata Bunge - China, Corea, Japón
12. Ajuga davisiana Kit Tan y Yildiz - Turquía
13. Ajuga decaryana Danguy ex R.A.Clement - Madagascar
14. Ajuga decumbens Thunb. - China, Corea, Japón, Taiwán, Islas Ryukyu
15. Ajuga dictyocarpa Hayata - - China, Vietnam, Taiwán, Islas Ryukyu
16. Ajuga fauriei H.Lév. y Vaniot - Corea
17. Ajuga flaccida Baker - Madagascar
18. Ajuga forrestii Diels - China, Tíbet, Nepal
19. Ajuga genevensis L. - Centro y sur de Europa, Cáucaso; naturalizada en América del Norte
20. Ajuga grandiflora Stapf - Australia del sur
21. Ajuga incisia Maxim - Isla Honshu en Japón
22. Ajuga integrifolia Buch.-Ham. - Centro y este de África, sur de Asia (Arabia Saudí, Irán, India, China, Indonesia, etc.), Nueva Guinea
23. Ajuga iva (L.) Schreb. - Región Mediterránea desde las Islas Canarias y Madeira hasta Turquía y Palestina
24. Ajuga japonica Miq. - Japón
25. Ajuga laxmannii (Murray) Benth. - Sur de Europa desde Rep. Checa hasta Grecia; Turquía, Cáucaso
26. Ajuga leucantha Lukhoba - Uganda, Zaire, Etiopía
27. Ajuga linearifolia Pamp. - China
28. Ajuga lobata D.Don - China, Nepal, Bután, Assam, Birmania
29. Ajuga lupulina Maxim.  - China, Nepal, Bután, Assam
30. Ajuga macrosperma Wall. ex Benth. - China, Nepal, Bhután, Assam, norte y este de India, norte de Indochina
31. Ajuga makinoi Nakai - Isla Honshu en Japón
32. Ajuga mollis Gladkova - Crimea
33. Ajuga multiflora Bunge - China, Corea, Chita en Siberia, Amur, Primorye
34. Ajuga nipponensis Makino - China, Corea, Japón, Vietnam, Taiwán
35. Ajuga novoguineensis A.J.Paton y R.J.Johns - Nueva Guinea
36. Ajuga nubigena Diels - Tíbet, Sichuan, Yunnan
37. Ajuga oblongata M.Bieb. - Irak, Cáucaso
38. Ajuga oocephala Baker - Madagascar
39. Ajuga ophrydris Burch. ex Benth. - Sud África, Suazilandia, Lesoto
40. Ajuga orientalis L. - Mediterráneo oriental
41. Ajuga ovalifolia Bureau y Franch. - China
42. Ajuga pantantha Hand.-Mazz. - Yunnan
43. Ajuga parviflora Benth. - Afganistán, Pakistán, norte de India, Nepal
44. Ajuga piskoi Degen y Bald. - Albania, ex-Yugoslavia
45. Ajuga postii Briq. - Turquía
46. Ajuga pygmaea A.Gray - China, Japón, Taiwán, Islas Ryukyu
47. Ajuga pyramidalis L. - Centro y sur de Europa
48. Ajuga relicta P.H.Davis - Turquía
49. Ajuga reptans L. - Europa, Argelia, Túnez, Irán, Turquía, Cáucaso; naturalizada en Nueva Zelanda, América del Norte, y Venezuela
50. Ajuga robusta Baker - Madagascar
51. Ajuga salicifolia (L.) Schreb. - Balcanes, Crimea, Sur de Rusia, Turquía
52. Ajuga saxicola Assadi y Jamzad - Irán
53. Ajuga sciaphila W.W.Sm..- Suroeste de China
54. Ajuga shikotanensis Miyabe & Tatew - Japón, Islas Kuriles
55. Ajuga sinuata R.Br. - Nueva Gales del Sur
56. Ajuga spectabilis Nakai - Corea
57. Ajuga taiwanensis Nakai ex Murata - Taiwa, Islas Ryukyu, Filipinas
58. Ajuga tenorii C.Presl en J.S.Presl y C.B.Presl - Italia
59. Ajuga turkestanica (Regel) Briq. - Tayikistán
60. Ajuga vesiculifera Herder - Kirguizstán
61. Ajuga vestita Boiss. - Turquía, Irán
62. Ajuga xylorrhiza Kit Tan - Turquía
63. Ajuga yesoensis Maxim. ex Franch. y Sav. - Japón
64. Ajuga zakhoensis Rech.f. - Irak